# Breath of Fire 6
Breath of Fire 6: Hakuryū no Shugosha-tachi (ブレスオブファイア6 白竜の守護者たち Buresu obu Faia 6: Hakuryū no Shugosha-tachi?, lit.: Breath of Fire 6: Guardians of the White Dragon) fue un videojuego de rol multijugador gratuito en línea con microtransacciones desarrollado y publicado por Capcom como la sexta entrega principal de su serie Breath of Fire. El juego fue lanzado en Japón el 24 de febrero de 2016 para computadoras con Microsoft Windows y dispositivos Android, con un posterior lanzamiento en iOS el 12 de julio de 2016. Las operaciones en línea para el título cesaron oficialmente el 27 de septiembre de 2017.

## Gameplay
Breath of Fire 6 fue un juego de rol de acción en línea en el que los jugadores crean a un héroe al que pueden personalizar su apariencia, género y habilidades. Tanto los personajes como los entornos se presentaron utilizando gráficos bidimensionales, con el jugador viajando a través de varios entornos luchando contra enemigos y participando en la historia. Fueron acompañados por socios controlados por IA llamados «Fellows» que forman su grupo para ayudar a completar las misiones, mientras que las misiones multijugador permitían unirse hasta cuatro jugadores. La clase del héroe podría personalizarse según la especialización de su arma, que podría ramificarse en otras clases más especializadas con habilidades más poderosas a medida que avanzaban.
Tanto el héroe del jugador como sus compañeros podían utilizar habilidades recargables y hechizos que permitían al jugador realizar combos cronometrados, como combinar dos hechizos en uno más grande. Eventualmente, los jugadores podrían desbloquear la habilidad de construir un medidor que le permitiese al héroe transformarse temporalmente en una forma de dragón llamada «D-Trance Mode» y causar un daño mayor a los enemigos. Los jugadores podían conectarse a una aldea central que les permitía comprar artículos y equipos, charlar y formar equipos para cumplir misiones cooperativas. Al igual que las entradas anteriores de la serie, los jugadores pueden personalizar su propia aldea a medida que avanza el juego.

## Argumento

### Personajes
Los jugadores asumen el papel de un héroe masculino o femenino que es hermano de Ryu (con la voz de Kappei Yamaguchi), el joven alcalde de la ciudad de Dragnier que desaparece tras un ataque del villano Insidia Empire. El jugador es asistido por una serie de personajes de apoyo, incluida Nina (voz: Kyōko Hikami), una descendiente de una raza de humanos que alguna vez pudieron transformarse en pájaros gigantes y que estaba buscando por el mundo a su hermana perdida. Otros habitantes de Dragnier y sus alrededores incluyeron a Gilliam (voz: Hiroki Yasumoto), un hombre bestia Wolba de pelaje azul y parecido a un lobo que se esforzó por proteger su hogar en el bosque; Amelia (voz: Mai Nakahara), una distante pero inteligente hechizera de la tribu Algar de los cuernos de oveja; Jubei (voz: Hiroshi Naka), un Kamaitachi  hombre bestia arquero anciano y parecido a una comadreja que actuaba como distribuidor de consejos; Masamune (voz: Takehito Koyasu), un espadachín Kamaitachi y viejo amigo de Jubei; y Peridot (voz: Haruka Tomatsu), una músico ambulante que parecía carecer de emoción pero por lo demás es amable.
Los antagonistas centrales eran miembros del Imperio Insidia, dirigido por el Emperador Steinberg, que tenía la intención de utilizar los poderes de los Dragones Oscuros para apoderarse del mundo y crear una paz duradera a través de la opresión. Su principal caballero era Klaus (voz: Toshiyuki Morikawa), el espadachín más fuerte del Imperio, al que se unieron Elise (voz: Hitomi Nabatame), una mujer que ejercía un poder oscuro similar, y Elena (voz: Chiaki Takahashi), una mujer misteriosa con un vasto conocimiento de los clanes de dragones.

### Historia
El juego se desarrolla 1.000 años después de una batalla apocalíptica entre los clanes Light y Dark Dragon, humanos con la capacidad de transformarse en poderosos dragones con inmenso poder destructivo, que terminó gracias a las acciones de un misterioso joven. La lluvia radiactiva resultante causó una desertificación gradual en todo el planeta y, a lo largo de los años, la gente del mundo fue creando nuevas comunidades, allanando el camino para una nueva era pacífica. Sin embargo, en la clandestinidad, el poderoso Imperio Insidia rompió secretamente esa paz, conquistando el mundo lentamente y dominando los países más pequeños, uno por uno.
Uno de los territorios que cayó bajo la fuerza del Imperio fue la ciudad de Dragnier, hogar del héroe y su hermano, Ryu, que fue arrasada por el Imperio que destruyó todo a su paso. Peridot, un bardo viajero que acaba de pasar por las ruinas, encuentra al héroe en problemas y los salva. Junto con los ciudadanos sobrevivientes de su ciudad natal, el héroe y sus compañeros necesitaban reconstruir su tierra perdida y contraatacar al Imperio mientras descubren los secretos de los clanes de dragones.

## Desarrollo
Breath of Fire 6 se anunció por primera vez en agosto de 2013 durante la Network Game Conference de Capcom en Japón, donde se le dio una fecha de lanzamiento en la región para el año siguiente. Es la primera entrega principal de la serie que no debuta en una consola doméstica y se creó específicamente para PC, teléfonos inteligentes y tabletas táctiles. Capcom diseñó el juego como un «RPG en línea fácil de manejar» con controles simples y «combates interesantes», y fue el primer título de la serie principal lanzado desde Breath of Fire: Dragon Quarter en 2002. El título admitía el juego en línea, así como una función de guardado multiplataforma que permitía a los jugadores reanudar su progreso en dispositivos separados. El 31 de marzo de 2016, el equipo de desarrollo de Breath of Fire 6 emitió una declaración anunciando el retraso de la versión iOS del juego hasta el verano de 2016.
El tema oficial del juego fue «In Our Hands» de Haruka Tomatsu, que fue lanzado en Japón como la cara B de su sencillo «Fantastic Soda!!» el 30 de julio de 2014. Se lanzó un álbum de la banda sonora del juego en dos volúmenes: el primero, Breath of Fire 6 Original Soundtrack -Myakudou-, estuvo disponible el 24 de febrero de 2016; y la segunda, Breath of Fire 6 Original Soundtrack -Ryuushou- llegando el 27 de julio de 2016.

## Recepción
En junio de 2017, el juego obtuvo una calificación de 1.7 sobre 5 en Google Play Store de Japón.

## Cierre de servicio
El 27 de septiembre de 2017, todos los servicios de Breath of Fire 6 llegaron oficialmente a su fin.